# Caspar David Friedrich – Grenzen der Zeit
Caspar David Friedrich – Grenzen der Zeit ist ein Dokumentar-Spielfilm von Peter Schamoni aus dem Jahr 1986. Er entstand in Ko-Produktion der Bundesrepublik Deutschland mit der Deutschen Demokratischen Republik und Frankreich.

## Handlung
Der Maler Caspar David Friedrich ist verstorben und wird beigesetzt. Seinem Sarg folgt unter anderem der Arzt und Maler Carl Gustav Carus, der Friedrich in seinen letzten Lebensmonaten behandelt hat und dabei ein ums andere Mal dessen Misanthropie in Kauf nehmen musste.
Rück- und Vorblenden zeigen den Umgang mit Friedrichs Werk. Zu Lebzeiten ist Friedrich als Maler nicht anerkannt, seine oft düsteren Bilder treffen nicht den Geschmack der Zeit (an den Bemerkungen der Betrachter seiner beiden Bildern Tetschener Altar und Der Mönch am Meer wird dies im Film noch einmal deutlich). Zwar verbessert sich Friedrichs finanzielle Lage etwas, als Kronprinz Friedrich Wilhelm einige seiner Bilder kauft und auch der Dichter Wassili Schukowski mehrere Werke für die russische Zarenfamilie erwirbt, doch ist auch Friedrichs Wesen seinem Erfolg wenig zuträglich. Mehrfach lehnt er Bildungsreisen ins Ausland ab, kann und will sich gesellschaftlich nicht unterordnen und zieht einsame Tage in der Sächsischen Schweiz der Gesellschaft der Menschen vor. Selten geht er mit Carl Gustav Carus auf Wandertouren, auf denen beide zeichnen. Carus wiederum fährt, angeregt durch Friedrichs Bilder, in den Norden Deutschlands, besucht Rügen und Greifswald, wo das Geburtshaus von Friedrich steht. Er protegiert den Künstler und versucht ihm eine Stelle als Professor an der Dresdner Kunstakademie zu verschaffen. Die Professoren jedoch verreißen Friedrichs Werk, das jede Freude vermisse und auf dem Menschen stets abgewandt vom Betrachter in gleichförmigem Umriss zu sehen sind. Nach Friedrichs Tod wird sein Hausrat versteigert. Als wertvollstes Stück gelten nicht seine Bilder, sondern ein altes Schiffsmodell.
Bei dem Großfeuer im Münchner Glaspalast 1931 verbrannten mehrere Hauptwerke Friedrichs (siehe Liste beim Brand des Münchner Glaspalasts zerstörter Werke). Bis heute hat sich nur die Hälfte des Gesamtwerks des Malers erhalten. Friedrich kommentiert aus dem Off, dass der Mensch von der Mitwelt nicht anerkannt werde, der die Grenzen seiner Zeit überschreitet. Er spinne sich in seinem Kokon ein und überlasse es der Zeit, was daraus werde: Eine Made oder ein Schmetterling.

## Produktion
Die Dreharbeiten zu Caspar David Friedrich – Grenzen der Zeit begannen im November 1985 und endeten im Frühjahr 1986. Zu den Drehorten zählten West- und Ost-Berlin, Greifswald, Neubrandenburg, die Ostseeinsel Rügen, Dresden, Königstein, die Sächsische Schweiz und das Riesengebirge. Die Drehgenehmigungen in der DDR erhielt Schamoni durch die Zusammenarbeit mit der DEFA, die an der Produktion des Films beteiligt war.
Kunstmaler Walter Born und zahlreiche DEFA-Bühnenmaler rekonstruierten für den Film die beim Großfeuer im Münchner Glaspalast verbrannten Werke Friedrichs nach erhaltenen Abbildungen in Schwarzweiß. Friedrich selbst ist im Film nicht zu sehen, spricht jedoch mehrfach aus dem Off. Wolf Redl lieh Friedrich dabei seine Stimme. Die Kostüme stammen von Christiane Dorst, die Filmbauten entwarf DEFA-Chefarchitekt Alfred Hirschmeier.
Caspar David Friedrich – Grenzen der Zeit erlebte am 23. Oktober 1986 seine Kinopremiere in der Bundesrepublik Deutschland und lief ab dem 27. Februar 1987 auch in den Kinos der DDR. Der Film erschien am 17. Dezember 1987 auf Video und lief am 29. Dezember 1989 auf Bayern 3 erstmals im Fernsehen.

## Kritik
Der film-dienst schrieb, dass „das Werk des zu seiner Zeit unverstandenen Künstlers […] in historisierenden Szenen, unter Bezugnahme auf die Fülle der Landschaftsbilder Friedrichs, […] in sehr subjektiver Deutung dem Zuschauer nahegebracht [wird]. Ein Porträt, das die Empfindungen anspricht und die zeitgeschichtlichen Hintergründe beleuchtet.“
Die Zeit verriss den Film und nannte ihn „eine schreckliche Schnitzeljagd durch Leben und Werk des Caspar David Friedrich. Kunstpostkarten bekommen Beine, und Landschaften gefrieren zu Kunstpostkarten.“
Cinema nannte den Film rückblickend eine „preisgekrönte Spiel- und Doku-Collage über den legendären Landschaftsmaler.“

## Auszeichnungen
Caspar David Friedrich – Grenzen der Zeit wurde 1986 mit dem Bayerischen Filmpreis, Preis für Bildgestaltung, ausgezeichnet. Er erhielt 1987 beim Deutschen Filmpreis das Filmband in Gold für die Beste Kamera und war für den Filmpreis in der Kategorie Bester programmfüllender Spielfilm nominiert.
Auf dem Kunstfestival Monte Carlo erhielt Caspar David Friedrich – Grenzen der Zeit 1988 den ersten Preis. Im gleichen Jahr erhielt der Film zudem den ersten Preis auf dem Art-Filmfestival Montreal.
Die Filmbewertungsstelle vergab an Caspar David Friedrich – Grenzen der Zeit das Prädikat „Besonders wertvoll“. Dabei würdigte sie vor allem drei Aspekte: Den Umstand, Caspar David Friedrich nicht persönlich in Erscheinung treten zu lassen, die Kameraarbeit von Gerard Vandenberg und den „eigene[n] Anspruch des Regisseurs an sein Thema“, der sich unter anderem an der erstklassigen Besetzung zeige. „Das Ergebnis ist ein Spielfilm, dessen dokumentarischer Hintergrund stark genug bleibt, um das Spiel nicht selbstständig werden zu lassen, und zugleich ein Dokumentarfilm, dem eine aus Figuren der Zeitgeschichte gefügte Spielhandlung alles übertrieben Theoretische, Lehrhafte und Interpretatorische fernhält.“